# Téstor
En la mitología griega, Téstor (en griego antiguo: Θέστωρ), fue un adivino y sacerdote, hijo de Idmón y una tal Laótoe. Por una tal Polimela Téstor fue padre de otro célebre adivino, Calcante o Calcas. Téstor ya apartece en la Ilíada pero tan sólo como un patronímico: «entre ellos se levantó el Testórida Calcante, de los agoreros con mucho el mejor».
Quizás inspirado en una tragedia perdida de Eurípides, Higino nos ofrece una aventura novelesca que no ha sido mencionada en ninguna otra fuente. Nos dice que Téstor, además de a su hijo Calcante, tenía tenía dos hijas, Leucipe y Teónoe; a esta última los piratas la raptaron y la condujeron hasta Caria.  Allí fue tomada como la esposa del rey cario Ícaro. Téstor, en la búsqueda de su hija perdida y como resultado de un naufragio, llegó a la tierra de Caria, en donde fue aprisionado en el mismo lugar en donde se encontraba Teónoe. El viejo Téstor fue enviado, sin saberlo, para que diese muerte a su hija Leucipe, que se había vestido de muchacho y que había rechazado los requerimientos de la reina Teónoe (pues ésta no reconocía a su propia hermana). Teónoe tampoco reconoció a su padre y le entregó una espada, ordenándole la muerte del sacerdote, esto es, de Leucipe. Cuando se disponía a entrar espada en mano dijo que su nombre era Téstor y que había perdido a sus dos hijas, Leucipe y Teónoe, y que siendo sobrecogido por el infortunio, le había sido ordenado la ejecución de un crimen. Habiendo vuelto él la espada contra sí y queriendo darse muerte, Leucipe — al oír el nombre de su padre— , le arrebató la espada. Para matar a la reina, Leucipe llamó a su padre Téstor para que la ayudara. Teónoe, al escuchar el nombre de su padre, se dio cuenta de que ella era su hija. Fue entonces cuando el rey Ícaro, después de la revelación, los envió de vuelta a su país con presentes.
El asteroide troyano (4035) Thestor recibió su nombre definitivo por este personaje.